# 樋口昌幸
樋口 昌幸（ひぐち　まさゆき、1947年 - ）は、英語学者、広島大学名誉教授。
広島県尾道市生まれ。1974年広島大学大学院文学研究科博士課程単位取得退学。福岡大学助教授、広島大学総合科学部教授。94年「チョーサーの英語の研究」で関西外国語大学英語学博士。2011年定年退任。

## 著書
- チョーサー 哲学の慰め 渓水社 1991.7。中英語版
- 「例解」現代英語冠詞事典 大修館書店 2003.11
- 英語の冠詞 歴史から探る本質 広島大学出版会 2009.3
- 英語の冠詞 その使い方の原理を探る 開拓社 2009.6 (開拓社言語・文化選書)

## 共編著
- 英文法小事典 安藤貞雄共編著 北星堂書店 1991.6
- 英語論文表現事典 Peter A.Goldsbury共編 北星堂書店 1999.7

## 翻訳
- 現代意味論 ジェフリー・リーチ 沢田治美,田中実共訳 研究社出版 1977.11
- MLA英語論文の手引 ジョゼフ・ジバルディ 第6版 北星堂書店 2005.2